# كفر دريان
كفر دريان قرية سورية تتبع ناحية الدانا في منطقة حارم في محافظة إدلب. بلغ عدد سكانها 3,580 نسمة في عام 2004 حسب إحصاء المكتب المركزي للإحصاء.